# Montegridolfo

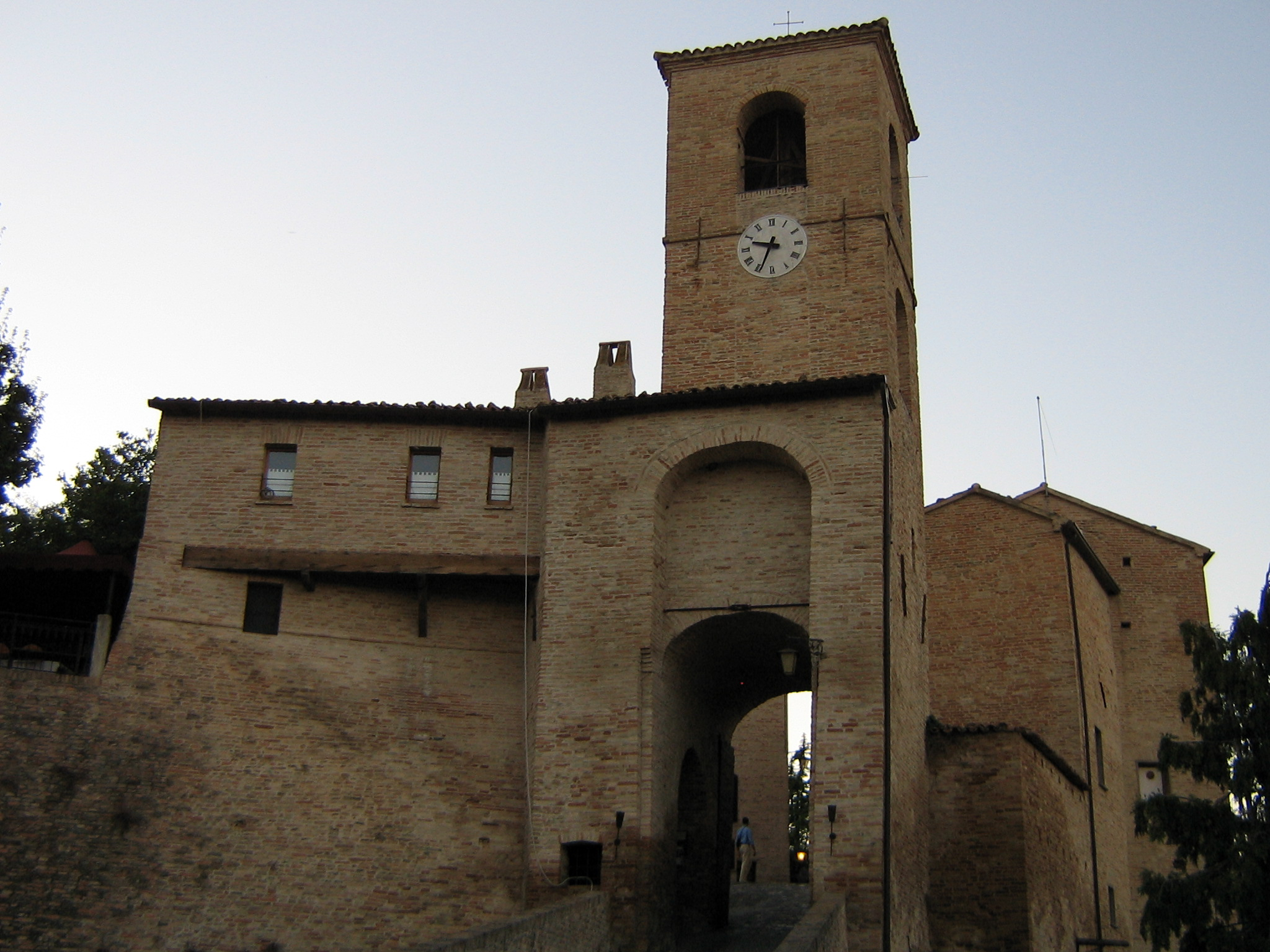
Der Uhrturm (Torre dell'Orologio), eines der Stadttore von Montegridolfo

Montegridolfo ist eine italienische Gemeinde mit 981 Einwohnern (Stand 31. Dezember 2023) in der Provinz Rimini in der Emilia-Romagna.
Die Gemeinde  ist Mitglied der Vereinigung I borghi più belli d’Italia (Die schönsten Orte Italiens).

## Geografie
Montegridolfo liegt auf einem Hügelrücken an der Südgrenze der Emilia-Romagna zwischen den Flüssen Conca im Norden und Foglia im Süden, etwa 23,5 Kilometer südsüdöstlich von Rimini, 25 km westlich von Pesaro und 25 km nördlich von Urbino. Der Hügelkamm bildet die Grenze zur Provinz Pesaro und Urbino (Marken).

## Sehenswürdigkeiten
- Der mittelalterliche Ortskern mit seinen Stadtmauern
- Kirche San Rocco aus dem Quattrocento, ursprünglich ein Lazarett, mit Bildern aus dem Quattro-, Cinque- und Seicento
- Das „Museo della Linea die Goti“ (Gotenlinie-Museum) mit reichem Material über den Frontabschnitt im Zweiten Weltkrieg zwischen der deutschen Wehrmacht und den Alliierten im Jahr 1944
- Santuario della Beata Vergine delle Grazie im Ortsteil Trebbio, eine Wallfahrtskirche mit einem Gnadenbild (Erscheinung der heiligen Jungfrau) von Pompeo Morganti (1549)

## Kultur
Im Jahr 1987 gründete hier der Dirigent Gustav Kuhn eine Sommerakademie für Sänger namens Accademia di Montegridolfo, die er später Accademia di Montegral nannte und im Jahr 2000 nach Lucca in das Convento dell'Angelo verlegte. Die Akademie diente Kuhn als Nachwuchsreservoir für Solisten der bis 2018 von ihm geleiteten Festspiele Erl.